# آيت أمكون (آيت تامليل)
آيت أمكون هي إحدى مشيخات المملكة المغربية، تتبع جغرافيا لإقليم أزيلال وإداريًا لآيت تامليل. يقدر عدد سكانها بـ 10620 نسمة حسب الإحصاء الرسمي للسكان والسكنى لسنة 2004.